# Чумаківська сільська територіальна громада
Чумаківська сільська об'єднана територіальна громада — об'єднана територіальна громада в Україні, на територіях Дніпровського і Магдалинівського районів Дніпропетровської області. Адміністративний центр — село Чумаки.
Площа громади — 194,1 км², населення — 4746 мешканців (2018).
Утворена 15 грудня 2017 року шляхом об'єднання Чумаківської сільської ради Дніпровського району та Приютської сільської ради Магдалинівського району.
17 липня 2020 року, в результаті адміністративно-територіальної реформи та ліквідації Магдалинівського району, колишня територія громади повністю увійшла до складу Дніпровського району.

## Населені пункти
До складу громади входять 1 селище (Зоря) і 10 сіл: Веселе, Виноградне, Вишневе, Іванівка, Калинове, Нововасилівка, Новоспаське, Приют, Тарасо-Шевченківка та Чумаки.